# Liden vortemælk
Liden vortemælk (Euphorbia exigua) er en enårig, 5-20 cm høj plante i vortemælk-familien. Arten har linjeformede blade, der er ustilkede. I Danmark findes liden vortemælk hist og her på Øerne på dyrket jord og affaldspladser. Den er meget sjælden i Jylland.